# Slaget vid Antietam

Översiktskarta över slaget vid Antietam den 17 september 1862.

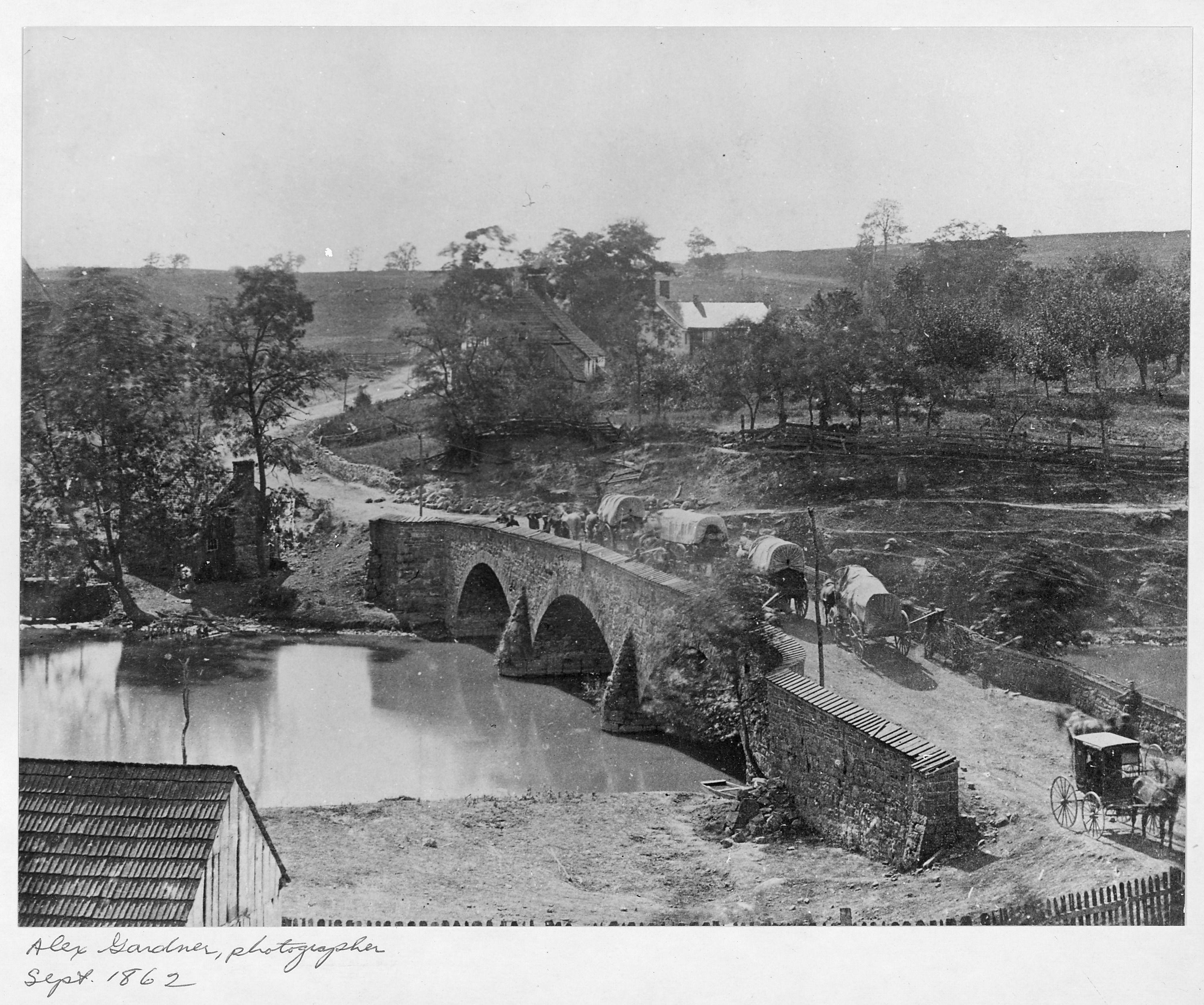
Burnsides bro efter slaget, vy från de positioner uppe på kullen sydstatarna intog under slaget.

Slaget vid Antietam, eller Slaget vid Sharpsburg, var ett slag i det amerikanska inbördeskriget, den 17 september 1862. Efter att ha besegrat nordstatsstyrkorna i det Andra slaget vid Bull Run ryckte general Robert E. Lee in i Maryland (som tillhörde nordsidan) och utkämpade i underläge vid Antietam ett oavgjort slag. Sydstatsarmén under Lee brukar räknas till 55 000 man, varvid runt 30 000 stridande. Nordstatarna under generalmajor George B. McClellan uppges till minst 70 000 varvid 60 000 stod beredda vid stridens början. Lee var medveten om den effektiva underlägsenheten och tog ställning vid byn Sharpsburg längs några åsar, i skydd av bäcken Antietam. Vid denna defensiva position inväntade Lee nordstatarnas anfall.

## Förspel till slaget
Efter segern i Andra slaget vid Bull Run tryckte general Robert E. Lee på till Amerikas konfedererade staters president Jefferson Davis om att läget var moget för en invasion av de nordliga staterna. Invasionen skulle ha flera syften: dels behövde Lee rusta sin armé Army of Northern Virginia och visste att landsbygden i nord var orörd av kriget, till skillnad från den i syd; dels föra över kriget på nordligt territorium och bespara Virginia från krigets fasor; dels rubba moralen och viljan att fortsätta kriget hos befolkningen i norr; dels kunde en sydstatsarmé eller sydstatsseger i norr tvinga president Abraham Lincoln till förhandlingsbordet, avsluta inbördeskriget och erkänna Konfederationen; och dels sökte sydstatarna att elda upp befolkningen i Maryland, en slavstat, vilken till stora delar bedömdes sympatisera med de konfedererades sak i kriget. Blev invasionen av Maryland fruktsam kunde det betydligt rikare Pennsylvania stå på tur, en nyckelstat för nordsidan och i så fall mycket prestigefullt under det pågående inbördeskriget. Segern i Andra slaget vid Bull Run ökade dessutom väsentligt den diplomatiska aktiviteten mellan Konfederationen och England och Frankrike vilket ökade förhoppningarna om internationellt diplomatiskt erkännande.
Invasionen av Maryland september 1862 - benämnd Maryland Campaign - inleddes med att Army of Northern Virginias förtrupper den 4 september korsade Potomacfloden vid Loudoun County på gränsen mellan Virginia och Maryland varvid huvudarmén gick över den 7 september. De konfedererades första invasion av norr i kriget stötte på hinder från första början. Många soldater motsatte sig att delta i en invasion av norr då dessa menade sig ha tagit värvning endast för att försvara syd och inte invadera norr, till skillnad från vad nordstatarna försökte göra med syd. Många soldater och hela enheter vägrade korsa Potomacfloden in i Maryland. General Robert E. Lees trupper led brist på utrustning, uniformer, mat och särdeles skor. Bristen på mat gjorde att Lee fick utnyttja vad landet hade att erbjuda för att mata soldaterna och i början av september i Maryland fanns i princip endast omogna gröna äpplen och hård majs att tillgå. Resultatet blev att stora delar av Army of Northern Virginia gick barfota samt led av diarré. På grund av bortfall, sjukdom, eftersläntrare och desertörer gick armén från 55 000 man på några dagar till runt 30 000. 
General Robert E. Lees förutsägelse att befolkningen i Maryland till stora delar skulle ställa sig på sydstatarnas sida visade sig vara fel. När invasionen av Maryland var ett faktum visade sig lokalbefolkningen likgiltig inför sydstatarna, i stället visade många öppen fientlighet. Orsakerna var flera. Dels var Maryland förvisso en slavstat men under det pågående inbördeskriget hade staten förklarat sig neutral och den största delen av befolkningen sympatiserade med nord vilket i praktiken gjorde Maryland till en nordstat. Dels såg befolkningen i Maryland med oblida ögon på vad dessa uppfattade som en regelrätt invasion från främmande makt. Dels mötte sydstatsarméns behandling av den svarta befolkningen i Maryland, där infångade svarta omedelbart förslavades, hård kritik. Svarta tvingades till kroppsarbete i armén eller sändes söderut till slaveri, oberoende om dessa varit fria medborgare eller inte. Åtgärden vann ingen sympati varken hos den för konfederationen så viktiga vita slavägande klassen, då denna inte kompenserades för sina bortförda slavar, eller hos den del av den vita befolkningen vilken var övertygad slaverimotståndare. Och dels, i de fall de konfedererade ersatte lokalbefolkningen för beslagtagna varor, erlades ersättningen i konfedererade dollar, en i princip oanvändbar valuta. Lokalbefolkningen ansåg sig rånad på sin egendom. Trots Army of Northern Virginias begynnande rykte om sig att vara oslagbar valde männen i Maryland vid åsynen av den slitna sydstatsarmén att inte ta värvning. Några dussin tog värvning, en för låg andel för att påverka styrkorna. 
Den 13 september kom unionens befälhavare över Potomacarmén generalmajor George B. McClellan över de order som general Robert E. Lee den 9 september gett Army of Northern Virginia där denne utförligt förklarade hur armén skulle skingras för separata uppdrag. McClellan satte hastigt ihop en plan för att hans egen armé samlad skulle avancera och besegra de konfedererade styrkorna styckevis. McClellan var dock långsam att utföra sin egen plan. Under tiden fick Lee genom underrättelse vetskap om McClellans fördel varvid Lee beordrade sin utspridda armé att återsamlas. Lee hade tidigare under kriget kämpat mot McClellan under Sjudagarsslaget i juni 1862, visste att McClellan var en försiktig general och räknade med att McClellan skulle vara trög i sina förflyttningar. Lee valde Sharpsburg i Maryland som återsamlingsplats för sin armé på grund av ställets goda kommunikationer via det lokala vägnätet, den goda defensiva karaktären i terrängen samt att det västerut fanns ett vadställe över floden Potomac på gränsen till Virginia som hans armé kunde nyttja och vilket lätt kunde hållas.

## Slaget
Slaget vid Antietam brukar delas in i tre avgöranden vilka alla tillsammans utgör det stora slaget. Slaget inleddes med att nordstatarna 03.00 på morgonen den 17 september från Antietams östra bank inledde ett furiöst artilleribombardemang av sydstatarnas vänstra flank på Antietams västra bank. 07.00 avancerade generalmajor Joseph Hooker med federala arméns högra flank, konstituerad av hans två kårer samt understödd av andra divisioner, genom the North Woods och vidare genom the Cornfield, där konfedererade generalmajoren Stonewall Jacksons kår inväntade anfallet. Slaget rasade fram och tillbaka tills John Bell Hoods två sydstatsbrigader genom ett motanfall parerade den blåa offensiven. Dessa drevs i sin tur tillbaka när unionens XII:e kår under generalmajor Joseph K. Mansfield satte in ett motangrepp. Mansfield själv stupade i anfallet efter att ha blivit träffad i bröstet och dog dagen efter på ett fältsjukhus. I ett försök att ge Mansfields trupper andrum anföll generalmajor John Sedgwick med sina trupper och avancerade in i the West Woods utan att ha rekognoserat tillräckligt. Sedgwick hamnade under eld från tre håll och på tjugo minuter förlorade han 2 200 man. Runt klockan nio på förmiddagen stabiliserades linjerna och striderna avtog på denna sträckning. Historiker antar att den största koncentrationen av stupade och skadade under Slaget vid Antietam inträffade i samband med striderna runt the West Woods och i the Cornfield där de sammanlagda förlusterna uppgick till runt 10 000 stupade.
Slaget skiftade nu position till den konfedererade centern. Denna hade under generalmajor James Longstreet tagit ställning i och längs med en naturlig skyddsvall i en eroderad väg lokalt kallad the Sunken Road. Generalmajor Edwin V. Sumner med unionens II kår beordrade, delvis för att minska trycket på de federala trupperna i the West Woods samt in ett försök att punktera den konfedererade centern, brigadgeneral William French att med sin division om tre brigader driva bort sydstatarna från deras defensiva position i den naturliga skyttegraven i the Sunken Road. French anföll tre gånger, samtliga utan resultat. Av 5 700 man förlorade French, vars trupper var oerfarna och där French begick misstaget att i stället för med hela divisionen samlad anfalla med en brigad åt gången, 1 750 man på under en timme. Under morgonen beordrade såväl general Lee som Longstreet på den konfedererade sidan som Sumner på den federala fram förstärkningar i syfte att förstärka och förlänga sina linjer. Striden stod sig intensiv från klockan nio till ett på eftermiddagen då runt 5 600 stupade och sårade låg i, framför och längs med den 800 meter långa eroderade vägen. Därefter kom The Sunken Road allmänt att bli känd som Bloody Lane. Runt klockan 13 inträffade ett missförstånd bland sydstatarnas ordergivning och ett regemente drog sig ur stridslinjen. Allmän förvirring uppstod och sydstatarna blev tvungna att överge sina ställningar varvid blårockarna erövrade vägen.
Striden skiftade nu läge igen till den tredje skådeplatsen. Längre söderut hade George McClellan gett generalmajor Ambrose E. Burnside order att med arméns största kår om 12 000 soldater korsa Antietam och rulla upp fiendens högra flank. Burnside, sedermera hårt kritiserad för detta, tog ordern bokstavligt och gjorde flera fruktlösa försök att använda sig av den fyra meter trånga bro som korsade floden. Detta trots att Antietam på detta ställe var grund och kunde vadas av trupper med vatten upp till knäna. Av de 3 000 sydstatssoldater som vid gryningen stått placerade vid bron för att förhindra överfarten hade general Lee under dagen dragit ur de flesta för att förstärka på andra ställen, främst under slaget runt the Cornfield tidigare under morgonen. Nordstatarna hölls tillbaka i timmar av två regementen förstärkta av två artilleribatterier, sammanlagt 450 man och under befäl av brigadgeneral Robert Toombs, vilka hade tagit skydd bakom en 30 meter hög skogbeklädd höjd invid bron vilken dominerade skådeplatsen. Anfallet över bron blev svår att genomföra för nordstatarna. Vägen fram till bron löpte parallellt med floden och var utsatt för fientlig eld. Den västra sidan av floden var översållad med stora stenbumlingar från ett tidigare stenbrott på platsen vilka sydstatarna tog skydd bakom för att utsätta nordstatarna för infanteri- och prickskytteeld. Slutligen, genom en blå kraftansträngning kombinerat med att sydstatarna på höjden fick slut på ammunition lyckades blårockarna korsa floden och inta höjden. De två sydstatsregementena retirerade norrut. Bron, vilken dittills hetat Rohrbach's Bridge kallas sedan dess Burnside's Bridge.
General Lees situation var nu prekär. Ambrose Burnside hotade att rulla upp hans slagna armé samt skära av honom från den enda reträttvägen tillbaka över Potomac han förfogade över längre västerut. Lee hade inte fler reservtrupper att sätta in och det mesta av armén var uttröttat eller flyende efter dagens strider. Slaget verkade förlorat. Otroligt nog gjorde Burnside nu paus för att låta trupperna äta lunch och fylla på ammunition. Denna respit tillät generalmajor A.P. Hill att, med sin enda division om 3 000 man komma upp och undsätta Lee. Hill hade hela dagen med sin division varit på språngmarsch från Harpers Ferry för att förstärka Lee och anlände till Sharpsburg först runt 15.30, när Burnsides offensiv avtagit. Hill kastade omedelbart in divisionen, utan att låta trupperna först falla in i stridsordning och därmed förlora tid, in i striden och slog tillbaka Burnsides oförberedda 8 000 soldater tillbaka till de tidigare erövrade höjderna vid floden. Till förvirringen hos de federala trupperna bidrog att många av Hills män var klädda i nya blåa federala uniformer vilka dessa erövrat dagarna innan vid Slaget vid Harpers Ferry. Nordstatarna kunde i sina fältkikare inte avgöra om de ankommande trupperna var fientliga och bland soldaterna infann sig en naturlig ovilja att beskjuta eventuellt vänligt sinnade trupper. När de federala trupperna väl började försvara sig var det för sent och blårockarna drevs tillbaka. Klockan hade nu hunnit bli 16 och slaget slutade därmed.
Slaget räknas som oavgjort eftersom nordstatarna misslyckades med att besegra sydstatsarmén samtidigt som sydstatarna trotsigt stod kvar över nästa dag. I praktiken led general Lee så svåra förluster att han omöjligt kunde fortsatt striden. George McClellan hade dock ingen lust att återuppta striden varvid Lees slitna trupper dagen efter ostörda kunde dra sig tillbaka över floden Potomac till säkerheten i Virginia. Strategisk sett räknas Slaget vid Antietam dock som en seger för norr eftersom Army of Northern Virginia drabbats av så stora förluster att alla tankar på ett fortsatt avancemang upp mot Pennsylvania det året fick skrinläggas. Lee fick istället gå i vinterkvarter och samla kraft inför nästa år.

## Efterspel
Unionens befälhavare generalmajor George B. McClellan fick mycket kritik efter slaget. President Abraham Lincoln ansåg att McClellan misskött slaget genom att agera alltför passivt samt inte ha koordinerat sina trupper tillräckligt, där resultatet blev ett oavgjort slag i stället för seger mot en underlägsen fiende. Igenom hela fälttåget överskattade McClellan fiendens styrkor, argumenterade för att han var underlägsen och blåste upp fiendens antal till fantasisiffror på upp mot 100 000 man. Också dagarna före slaget hade McClellan agerat passivt genom att avancera mot Sharpsburg ytterst försiktigt i stället för att pressa på anfallet och därmed ha kunnat besegra de konfedererade styckevis i stället för att möta en samlad och förberedd fiende. General Robert E. Lee hade väntat sig att de federala skulle ha anfallit den 16 september, dagen före slaget, då hans armé ännu inte var återsamlad. I stället kunde Lee använda dagen till att förbereda sina linjer och stå beredd då anfallet väl kom den 17 september.
Under slaget den 17 september närvarade George B. McClellan aldrig på slagfältet och såg aldrig striden utan förde befäl genom budbärare från sitt högkvarter ett antal kilometer därifrån, till skillnad från de konfedererade generalerna Robert E. Lee, James Longstreet och Stonewall Jackson vilka utövat befäl över sina trupper aktivt på slagfältet. McClellan satte inte in hälften av de trupper han hade tillgängliga för slaget utan höll större delen av trupperna i reserv, outnyttjade hela dagen. McClellan förberedde ständigt för ett motanfall från de konfedererade, ett anfall som aldrig kom. Hade McClellan under slaget satt in fler trupper kunde övermakten ha spelat in för att besegra de konfedererade. McClellan förföljde inte heller fienden efter slaget utan de konfedererade fick retirera mot Virginia tämligen ostörda. Också dåvarande överbefälhavaren för de federala styrkorna Henry W. Halleck uttryckte i sin officiella rapport besvikelse över McClellans långa inaktivitet. McClellan motiverade stiltjen med att hans Potomacarmé var underlägsen i antal, led brist på materiel, att hästarna var uttröttade samt att han inte ville sträcka ut linjerna för långt. Efter ytterligare passivitet från den 17 september till den 26 oktober, trots president Abraham Lincolns upprepade order att återuppta fälttåget mot sydstatarna, fråntogs McClellan befälet över Potomacarmén den 9 november, ett beslut som effektivt ändade McClellans militära karriär. Befälet över Potomacarmén gick till generalmajor Ambrose E. Burnside. McClellan ställde upp som Demokratiska partiets kandidat i presidentvalet 1864 på en plattform som sökte en förhandlad fred med Konfederationen men förlorade mot Lincoln som återvaldes. 
I efterhand har också general Robert E. Lees beslut att utkämpa Slaget vid Antietam ifrågasatts av samtiden och historiker. Lee var medveten om fiendens effektiva överlägsenhet och sin egen armés brister men valde ändå att låta sig bli anfallen i stället för att ostört dra sig tillbaka till Virginia. I retrospektiv, med förluster under slaget på 25 procent för de federala och 31 procent för de konfedererade, antal vilka de konfedererade svårligen kunde ersätta och sammanlagda förlustsiffror vilka förstummade samtiden, har det argumenterats att slaget kunde ha undvikits. Efter kriget förklarade Lee att det militärt, i den anda inbördeskriget befann sig i september 1862, samt stämningen i hans egen Army of Northern Virginia under pågående Maryland Campaign hade det varit förödande för moralen i armén att ha dragit sig undan fienden utan att ha utkämpat strid.
Slaget vid Antietam har gått till historien som den blodigaste dagen i amerikansk militär historia. De sammanlagda förlusterna under en enda dags strider uppgick för båda sidor till omkring 23 000 döda och sårade; fler än alla stupade och sårade som föll under Amerikanska revolutionen, 1812 års krig, Mexikansk-amerikanska kriget och det Spansk-amerikanska kriget tillsammans. Sydstatarnas förluster beräknas till över 11 000 och nordstaternas till över 12 000. Under Dagen D mot slutet av Andra världskriget, kallad The Longest Day of the War på grund av de höga förlustsiffrorna krävdes i jämförelse 3 000 offer. Var fjärde soldat som deltog i slaget vid Antietam föll den dagen. Ett resultat av slaget blev att Abraham Lincoln en tid efter slaget kunde tillkännage sin berömda Emancipation Proclamation, kungörelsen att frigöra slavarna. Kriget fick därmed syftet att både bibehålla unionen och bekämpa slaveriet. Därmed blev det politiskt omöjligt för England och Frankrike att gå in i inbördeskriget på sydstatarnas sida.
Bland historiker pågår debatt huruvida sista dagen i Slaget vid Chickamauga i Georgia 18-20 september 1863 med sammanlagt 34 000 stupade och sårade blev en blodigare dag än den enda dagens strider vid Antietam. Svårigheter att sammanföra förluster till varje enskild dag vid Chickamauga förhindrar en sådan slutsats.

## Lista över de tio blodigaste slagen i Amerikanska inbördeskriget 1861-1865
1. Gettysburg, 1-3 juli 1863, Pennsylvania: 46 286 stupade
2. Chickamauga, 18-20 september 1863, Georgia: 34 624
3. Spotsylvania Court House, 8-21 maj 1864, Virginia: 31 086
4. Chancellorsville, 1-4 maj 1863, Virginia: 30 500
5. The Wilderness, 5-7 maj 1864, Virginia: 28 699
6. Stones River/Murfreesboro, 31 december 1862 - 2 januari 1863, Tennessee: 24 645
7. Shiloh/Pittsburgh Landing, 6-7 april 1862, Tennessee 23 746
8. Antietam/Sharpsburg, 17 september 1862, Maryland: 22 717
9. Andra Bull Run/Andra Manassas, 29-30 augusti 1862, Virginia: 18 300
10. Fredericksburg, 11-15 december 1862, Virginia: 18 030

## Historiskt minnesmärke
Slagfältet är idag ett minnesmärke: Antietam National Battlefield.